# Eccup
Eccup är en by i civil parish Alwoodley, i distriktet Leeds, i grevskapet West Yorkshire, i England. Byn är belägen 9 km från Leeds. Eccup var en civil parish 1926–1928 när blev den en del av Leeds. Byn nämndes i Domedagsboken (Domesday Book) år 1086, och kallades då Echope.